# Darek Maciborek
Darek Maciborek, właśc. Dariusz Maciborek (ur. 8 marca 1967 w Krakowie) – polski dziennikarz radiowy, jeden z twórców radia RMF FM. Były dyrektor programowy RMF Maxxx.

## Kariera zawodowa
Absolwent Liceum im. Stanisława Konarskiego w Oświęcimiu. Studiował analitykę medyczną na Śląskiej Akademii Medycznej w Katowicach.
Z RMF FM związany od 1990 roku. Prowadził między innymi audycje Wasza Muzyka na naszej antenie i O zmRocku. W latach 1992–1993 był redaktorem gazety „Głos Ziemi Oświęcimskiej”. Pod koniec XX wieku krótko pracował w Radiu Plus. Od sierpnia 2003 prowadzi Poplistę .
Współprowadził koncerty TOPtrendy organizowane przez Polsat i RMF FM.
Prowadził obok Wojciecha Manna koncert Koncert w Hołdzie dla Kawy, czyli imprezę w ramach Funduszu Wspierania Ludzi Sztuki im. Jerzego Kawalca.
25 października 2008 był jurorem programu telewizyjnego Jak oni śpiewają.
Pomysłodawca i dyrektor artystyczny międzynarodowego i wielokulturowego Festiwalu dla Pokoju.

## Wyróżnienia
W plebiscycie na najlepszych radiowców „Zdobywcy Eteru 2006”, organizowanym przez portal MediaFM.net, Maciborek zajął 6. miejsce, wyprzedzając Monikę Olejnik.

## Audycje prowadzone przez Dariusza Maciborka
Dawniej:
- Wasza Muzyka
- O zmRocku
- Radio Swoboda
- Przebój Roku
- Sylwestrowa Noc w RMF FM
- Między snem a dniem
- RMF Live!
- RMF Extra
- Karta Klubowa RMF FM
- Akademia Muzyki RMF FM
- Traffione numery
- Zagraj to jeszcze raz
- W samą porę
- Muzyka na kartki
- Wakacyjna Lista Przebojów (na zmianę z Marcinem Jędrychem)
- Przebój Lata (na zmianę z Marcinem Jędrychem)
- Czas Letni
- Po Godzinach – program prowadzony w serwisie RMFon.pl
- Lista Hop Bęc w RMF FM

Obecnie:
- Poplista plus